# The Way You Make Me Feel

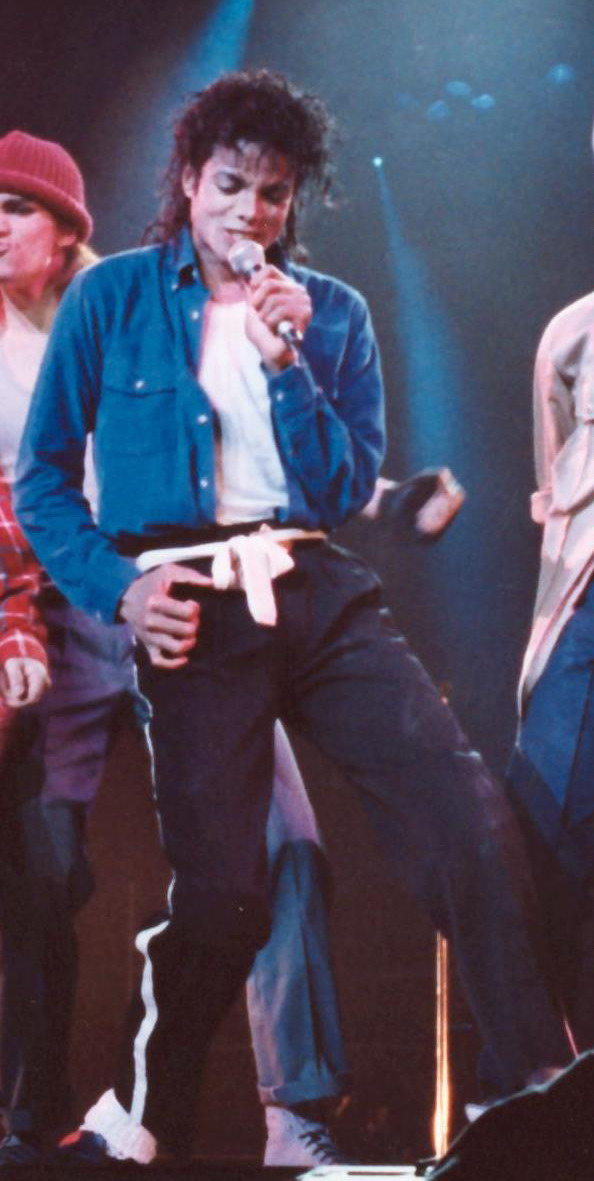
Michael Jackson interpretando «The Way You Make Me Feel» en 1988.

«The Way You Make Me Feel» (en español: La forma en que me haces sentir) es una canción del artista estadounidense Michael Jackson, incluida en su séptimo álbum de estudio, Bad (1987). Fue lanzada como el tercer sencillo del álbum el 9 de noviembre de aquel año bajo el sello Epic. La canción fue escrita y compuesta por Jackson y producida por él y Quincy Jones. La canción recibió críticas positivas de los críticos contemporáneos.
El sencillo alcanzó el puesto número uno de Billboard Hot 100 de los Estados Unidos, y permaneció seis semanas en el top 10.
La canción figuró también en el álbum recopilatorio HIStory: Past, Present and Future, Book I en 1995, en los recopilatorios Number Ones (2003) y The Essential Michael Jackson (2005), y en las cajas recopilatorias The Ultimate Collection y Visionary - The Video Singles de 2004 y 2006, respectivamente.
La canción se promocionó con un exitoso video, en el que Jackson persigue por las calles a una chica (interpretada por la modelo Tatiana Thumbtzen), bailando alrededor de ella, hasta que logra conquistarla. El cantante realizó diversas actuaciones en directo a semejanza del video musical, como en los premios Grammy de 1988, o el realizado en el Madison Square Garden con ocasión del Michael Jackson: Especial 30 Aniversario en 2001 con la cantante Britney Spears. En el 2003, el dúo femenino australiano Shakaya versionó la canción, y Paul Anka la versionó en el 2005 en el álbum Rock Swings.
La canción iba a ser interpretada desde 2009 en la serie de conciertos de This Is It.

## Créditos
- Escrito y compuesto por Michael
- Vocalista y coros: Michael Jackson
- Batería: John Robinson
- Batería programada: Douglas Getschal
- Saxofones: Kim Hutchcroft y Larry Williams
- Trompetas: Gary Grant y Jerry Hey
- Percusión: Ollie E. Brown y Paulinho Da Costa
- Synclavier y chasquido de dedos: Christopher Currell y Michael Jackson
- Sintetizadores: John Barnes, Michael Boddicker y Greg Phillinganes
- Sintetizadores programados: Larry Williams
- Guitarras: David Williams y Eric Gale
- Arreglos rítmicos y vocales: Michael Jackson

## VersiónThe Experience
Para el videojuego Michael Jackson: The Experience, en la versión Wii, se ve a Jackson y a la chica del video bailando, sin que el cantante estuviese persiguiendo a la chica. 